# Fauske
Fauske o Fuossko (en sami de Lule) és un municipi situat al comtat de Nordland, Noruega. Té 9.604 habitants (2016) i la seva superfície és de 1.209,68 km². La densitat de població del municipi és de 8,8 habitants per quilòmetre quadrat (23/m²) i la seva població ha augmentat un 2,8% durant l'última dècada.
Forma part del districte tradicional de Salten. El centre administratiu del municipi és la ciutat del mateix nom amb aproximadament 6.000 habitants. Els altres poblacions són Nystad, Straumsnes i Sulitjelma.
El municipi limita amb Suècia a l'est i amb els municipis de Sørfold al nord, Bodø a l'oest, i Saltdal al sud-est. La ciutat està situada a la riba nord del Fiord de Skjerstad.